# Fredrik Lovén (ishockeyspelare)
Fredrik Lovén, född 14 mars 1977 i Stockholm, är en svensk före detta professionell ishockeyspelare.